# Okręg wyborczy East Looe
Okręg wyborczy East Looe powstał w 1571 r. i wysyłał do angielskiej, a następnie brytyjskiej, Izby Gmin dwóch deputowanych. Okręg obejmował wschodnią część miasta Looe w Kornwalii. Został zlikwidowany w 1832 r.

## Deputowani do brytyjskiej Izby Gmin z okręgu East Looe

### Deputowani w latach 1571–1660
- 1588: Robert Jermyn
- 1604–1611: Robert Phillips
- 1604–1611: John Parker
- 1614: George Chudleigh
- 1614: Reginald Mohun
- 1621–1624: John Walter
- 1621–1622: Jeremy Horsey
- 1640–1644: Thomas Lower
- 1640–1648: Francis Buller
- 1647–1653: John Moyle
- 1654–1656: John Blackmore
- 1656–1659: John Buller
- 1659: John Kendall

### Deputowani w latach 1660–1832
- 1660–1681: Henry Seymour
- 1660–1661: Jonathan Trelawny
- 1661–1673: Robert Atkyns
- 1673–1677: Walter Langdon
- 1677–1679: Charles Osborne
- 1679–1685: Jonathan Trelawny
- 1681–1685: John Kendall
- 1685–1699: Charles Trelawny
- 1685–1689: William Trumbull
- 1689–1701: Henry Trelawny
- 1699–1713: Henry Seymour
- 1701–1702: Francis Godolphin
- 1702–1702: George Courtenay
- 1702–1705: John Pole
- 1705–1708: George Clarke
- 1708–1710: Henry Trelawny
- 1710–1713: Thomas Smith
- 1713–1715: Charles Hedges
- 1713–1715: Edward Jennings
- 1715–1724: John Smith, wigowie
- 1715–1718: James Bateman
- 1718–1722: Horatio Walpole
- 1722–1724: William Lowndes
- 1724–1727: George Cholmondeley, wicehrabia Malpas, wigowie
- 1724–1727: Henry Hoghton
- 1727–1741: Charles Longueville
- 1727–1734: John Trelawny
- 1734–1735: Edward Trelawny
- 1735–1740: Samuel Holden
- 1740–1741: Henry Bilson Legge
- 1741–1762: Francis Gashry
- 1741–1747: James Buller
- 1747–1786: John Buller
- 1762–1768: Henry Temple, 2. wicehrabia Palmerston
- 1768–1770: Richard Hussey
- 1770–1772: Richard Leigh
- 1772–1774: John Purling
- 1774–1775: Charles Whitworth
- 1775–1775: Thomas Graves
- 1775–1783: William Graves, torysi
- 1783–1784: John Hamilton, torysi
- 1784–1786: William Graves, torysi
- 1786–1790: Alexander Irvine, torysi
- 1786–1788: Richard Grosvenor, torysi
- 1788–1790: Robert Grosvenor, wicehrabia Belgrave, torysi
- 1790–1790: John Proby, 1. hrabia Carysfort, torysi
- 1790–1796: Robert Wood, torysi
- 1790–1795: William Wellesley-Pole, torysi
- 1795–1796: Charles Arbuthnot, torysi
- 1796–1799: John Buller, torysi
- 1796–1798: William Graves, torysi
- 1798–1802: Frederick William Buller, torysi
- 1799–1799: John Smith, torysi
- 1799–1802: John Mitford, torysi
- 1802–1802: James Buller, torysi
- 1802–1820: Edward Buller, torysi
- 1802–1807: John Buller, torysi
- 1807–1816: David Vanderheyden, torysi
- 1816–1826: Thomas Potter Macqueen, torysi
- 1820–1826: George Watson-Taylor, torysi
- 1826–1826: Henry Perceval, lord Perceval, torysi
- 1826–1830: William Lascelles, torysi
- 1826–1829: James Buller-Elphinstone, torysi
- 1829–1832: Henry Thomas Hope, torysi
- 1830–1832: Thomas Arthur Kemmis, torysi